# Art'owr Petrosyan
Art'owr Petrosyan (in armeno Արթուր Պետրոսյան?, traslitterazione anglosassone: Artur Petrosyan; Gyumri, 17 dicembre 1971) è un allenatore di calcio ed ex calciatore armeno, di ruolo centrocampista, tecnico dello Zurigo II.

## Carriera

### Giocatore
Deteneva il record di reti segnate con la Nazionale di calcio dell'Armenia: 11 reti segnate in 70 partite disputate.

### Allenatore
Dal 2016 al 2018 ha allenato la nazionale armena; nel 2018 diventa allenatore del Lori, club neopromosso nella prima divisione armena.

## Palmarès

### Giocatore

#### Club
- Campionato armeno: 3

Širak: 1992, 1994, 1999
- Supercoppa d'Armenia: 1

Širak: 1997
- Campionato svizzero: 1

Zurigo: 2005-2006
- Coppa Svizzera: 1

Zurigo: 2004-2005

#### Individuale
- Calciatore armeno dell'anno: 2

1996, 2000
- Capocannoniere del campionato armeno: 1

1997 (18 reti)